# Orden Lázaro Peña
La Orden Lázaro Peña es una distinción de Cuba. Recibe su nombre en homenaje al líder del movimiento obrero cubano Lázaro Peña.
La ley establece que

se otorgará a trabajadores cubanos y extranjeros, por extraordinarios méritos laborales; por importantes aportes realizados a la economía nacional o por una correcta y sostenida actitud ante el trabajo, ya sea en la industria, la agricultura, los servicios, la administración, la construcción, el transporte, las ciencias, las artes, la cultura o la técnica.

También podrá ser otorgada a empresas, unidades económicas y a colectivos de trabajadores cubanos y extranjeros por análogos motivos.

Igualmente se otorgará a quienes durante su estancia en Cuba o desde sus países respectivos, contribuyan al perfeccionamiento y desarrollo económico, científico y cultural de nuestro país.